# Adrià Delgado
Adrià Delgado Baches (Barcelona, 7 de abril de 1990) é um jogador de polo aquático espanhol, naturalizado brasileiro.

## Carreira

### Rio 2016
Em 2016 esteve representando a seleção brasileira que competiu nos Jogos Olímpicos do Rio e finalizou em oitavo lugar.